# Майнхатан
Майнхатън е ситито на Франкфурт.
Името му е съчетание от реката Майн, преминаваща през Франкфурт, и Манхатън заради небостъргачите в квартала. Тези високи сгради оформят облика на града заедно с императорска катедрала „Свети Вартоломей“ и църквата „Свети Павел“.
Първите високи сгради са построени през 1960-те години. Там започват да се установяват банки и други финансови институции и оттам се сдобива с прозвището „Банкфурт“. Първоначално и двата израза се ползват с насмешка, но постепенно конотацията става изцяло положителна. Тук се намира седалището на Европейската централна банка. Сградата на Комерцбанк е предишната най-висока сграда в Европейския съюз до постояването на Шард в Лондон.
След излизането на Обединеното кралство от Европейския съюз някои финансови компании планират да прехвърлят дейността си от лондонското Сити в Майнхатън.